# The Three Brothers (film 1915)
The Three Brothers  è un cortometraggio muto del 1915 diretto da Christy Cabanne.

## Produzione
Il film fu prodotto dalla Majestic Motion Picture Company.

## Distribuzione
Distribuito dalla Mutual, il film - un cortometraggio in due bobine - uscì nelle sale cinematografiche statunitensi il 10 gennaio 1915. Nel 2007, la Nostalgia Family Video lo ha distribuito in VHS.